# Neoplan Centroliner
Neoplan Centroliner est une gamme d'autobus à plancher bas du constructeur Neoplan et comprend plusieurs types de bus  : midibus, autobus standard et autobus articulé. En 2003, la gamme sera renouvelée et deviendra Centroliner Evolution. 

## Différents types
Il a existé 7 types d'autobus dans la gamme Centroliner :
- le N4407 (midibus) ;
- le N4409 (midibus) ;
- le N4411 (midibus) ;
- le N4416 (standard) ;
- le N4420 (standard 15 mètres) ;
- le N4421 (articulé) ;
- le N4426 (standard à double étage) ;

## Utilisation
- En France, les autobus Neoplan sont rares. Le réseau de transport en commun d'Avignon possédait des midibus Neoplan hybrides; N6108 DE, tous retirés du service en 2006. Les derniers Neoplan du réseau Phébus ont été réformés en mai 2016. En Savoie, le réseau de Chambéry avait 4 Neoplan de type N4411 qui appartenaient aux sous-traitants réformés en 2012 et Albertville avait 2 Neoplan de type N4407 réformés entre 2015 et 2017. En revanche, dans les Landes, ces autobus au nombre de 5 sont toujours exploités par le réseau urbain "Couralin", de la ville de Dax. Ce sont probablement les derniers de France.

- En Suisse, sur le réseau TL de Lausanne, circulaient des trolleybus articulés Neoplan N6121 équipés par Kiepe.
  - Le 19 mai 2005, les 27 bimodes Neoplan N6121 (n°800-827) acquis par les tl en 2001 ont été retirés du service à la suite de deux incendies en moins d'un mois (n°818 et 825). Il ne reviendront plus à Lausanne malgré les travaux d'assainissement du constructeur allemand. Ces bus ont été revendus en Roumanie et circulent désormais à Ploiesti, en Roumanie.

Pour honorer les 25 millions déjà versés par le transporteur suisse, le constructeur a offert aux TL 22 autobus diesel articulés N4522
À Genève, deux autobus Neoplan sont utilisés par RATP Dev Suisse (sous-traitant des TPG) pour le transport des élèves du cycle d'orientation du Renard (Aïre). Il s'agit d'un N421NG de 1984 et d'un N4421 de 2005.